# Брус Мелник
Брус Едуард Мелник (на английски: Bruce Edward Melnick) е американски астронавт, участник в два космически полета.

## Образование
Брус Мелник завършва колеж в Клиъруотър, Флорида през 1967 г. Завършва Академията на USCG, Ню Лъндън, Кънектикът с бакалавърска степен по инженерство. Получава магистърска степен по космически системи в щатския университет на Флорида. От 28 април 2001 г. е хоноруван доктор в университета на южна Флорида.

## Военна кариера
Брус Мелник служи повече от 20 години в USCG като пилот на хеликотпер. По време на службата си има повече от 5000 полетни часа на различни типове хеликоптери. Той е първият човек от състава на USCG, който е избран за астронавт и е участвал в космически полет.

## Служба в НАСА
Брус Мелник е избран за астронавт от НАСА на 5 юни 1987 г., Астронавтска група №12. Той взима участие в два космически полета.

### Полети
| Космически полети на Брус Едуард Мелник                  | Космически полети на Брус Едуард Мелник | Космически полети на Брус Едуард Мелник | Космически полети на Брус Едуард Мелник | Космически полети на Брус Едуард Мелник | Космически полети на Брус Едуард Мелник | Космически полети на Брус Едуард Мелник |
| №                                                        | Дата                                    | КК                                      | Емблема на мисията                      | Функции                                 | Продължителност                         |                                         |
| -------------------------------------------------------- | --------------------------------------- | --------------------------------------- | --------------------------------------- | --------------------------------------- | --------------------------------------- | --------------------------------------- |
| 1                                                        | 6 октомври 1990                         | „Дискавъри“, мисия STS-41               |                                         | Специалист на мисията                   | 4 денонощия 02 часа 10 мин. 04 сек.     |                                         |
| 2                                                        | 7 май 1992                              | „Индевър“, мисия STS-49                 |                                         | Специалист на мисията                   | 8 денонощия 21 часа 17 мин. 38 сек.     |                                         |
| Сумарно време в космоса – 12 дни 23 часа 27 мин. 42 сек. |                                         |                                         |                                         |                                         |                                         |                                         |

## Награди
- Медал за отлична служба;
- Летателен кръст за заслуги;
- Медал на НАСА за участие в космически полет (2).